# Сигнальные пути MAPK
Сигнальные пути MAPK (англ. mitogen-activated protein kinase — митоген-активируемая протеинкиназа) — группа мультифункциональных внутриклеточных сигнальных путей, содержащих одну из митоген-активируемых протеинкиназ и контролирующих транскрипцию генов, метаболизм, пролиферацию и подвижность клеток, апоптоз и другие процессы.

## Организация
Сигнальные пути MAPK у эукариот консервативны и содержат характерный модуль, состоящий из трёх протеинкиназ. Эти пути активируются внеклеточными сигналами, такими как гормоны, факторы роста, хемокины и нейротрансмиттеры, которые распознаются соответствующими рецепторными тирозинкиназами или рецепторами, ассоциированными с G-белками. Рецепторы активируют ГТФазы семейств Ras и Rho. ГТФазы передают сигнал на модуль, состоящий из киназы киназы митоген-активируемой киназы (англ. MAPK kinase kinase, MKKK), которая фосфорилирует и активирует киназу митоген-активируемой киназы (англ. MAPK kinase, MKK), которая, в свою очередь, активирует митоген-активируемую киназу. MAPK фосфорилируют белки-мишени по остаткам серина и треонина и таким образом передают сигнал дальше. Кроме киназ, в состав сигнальных путей входят протеинфосфатазы и белки, которые обеспечивают сборку белковых комплексов.

## Классификация
У млекопитающих известно 4 основных MAPK-сигнальных пути: пути ERK (англ. extracellular signal-regulated kinase), ERK5 (англ. extracellular signal-regulated kinase 5), JNK (англ. c-Jun N-terminal kinase) и p38. Как правило, сигнальные пути ERK отвечают на факторы роста, в то время как JNK и p38 реагируют на внеклеточные стрессовые сигналы. Такие же пути были обнаружены у Drosophila и Caenorhabditis elegans. Однако у млекопитающих эти пути более сложно устроены за счёт того, что MAP-киназы представлены не одним ферментом, а группой близких по структуре ферментов, которые кодируются несколькими генами (например, ERK1, ERK2 и др.). Кроме того, дополнительное разнообразие ферментов порождается альтернативным сплайсингом.

## Сигнальный путь ERK
Сигнальный путь ERK (Ras-ERK, MAPK/ERK) относится к ключевым сигнальным кассетам в системе MAPK-сигнальных путей. Своё название путь получил по центральной MAP-киназе ERK, которая представлена двумя близкими по структуре белками, ERK1 и ERK2.
Сигнальный путь ERK может быть активирован в ответ на сигналы, полученные клеткой через рецепторные тирозинкиназы или рецепторы, сопряжённые с G-белками. Около цитоплазматической части таких рецепторов собирается сигнальный комплекс из множества белков, который в конце концов активирует ГТФазу Ras. Ras связывает и активирует киназу киназы MAPK/ERK (MAPK/ERK kinase kinase или MEKK), главными компонентами которой являются белки семейства Raf (Raf-1, A-Raf и B-Raf). MEKK фосфорилирует и активирует киназу MAPK/ERK (MAPK/ERK kinase или MEK), представленную двумя компонентами MEK1 и MEK2. MEK1/2 активирует ERK1/2.
Фосфорилирование ERK1/2 происходит вблизи клеточной мембраны. После этого фермент диффундирует в цитоплазму, где фосфорилирует сигнальные белки, в том числе p90 киназу рибосомального белка S6 (p90 ribosomal S6 kinase или RSK), а затем в ядро, где он регулирует транскрипцию. ERK1/2 индуцирует транскрипцию ранних генов c-Fos и c-Myc, продукты которых являются факторами транскрипции и обеспечивают транскрипцию поздних генов, ответственных за пролиферацию, выживание и подвижность клеток.
Сигнальный путь ERK принимает участие в активации T-клеток, пролиферации эндотелиальных клеток при ангиогенезе, в регуляции синаптической пластичности и фосфорилировании транскрипционного фактора p53.

## Ингибитор MKP5
Семейство киназ MAPK регулирует различные физиологические и патофизиологические процессы и инактивируется фосфатазами MAPK, включая MKP5. 
Найдена небольшая молекула, которая ингибирует MKP5 за счет связывания с аллостерическим сайтом на этой фосфатазе. 
Блокирование активности MKP5 может стать средством лечения дистрофических мышечных заболеваний (в том числе мышечной дистрофии Дюшенна от которой в настоящее время нет лечения), поскольку при этом происходит ингибирование пути передачи сигналов TGF-β, который приводит к фиброзу при дистрофическом мышечном заболевании.